# Villanueva de Bogas
Villanueva de Bogas község Spanyolországban, Toledo tartományban. Villanueva de Bogas La Guardia, Tembleque, Mora és Huerta de Valdecarábanos községekkel határos. Lakosainak száma 676 fő (2024).

## Népesség
A település népessége az utóbbi években az alábbiak szerint változott:
| Lakosok száma | 823  | 818  | 809  | 780  | 816  | 787  | 742  | 712  | 699  | 676  |
|               | 2001 | 2004 | 2007 | 2009 | 2012 | 2014 | 2017 | 2019 | 2022 | 2024 |